# Samuel Abravanel
Samuel Abravanel fue un financiero judeoconverso castellano del siglo XIV. 

## Biografía
Fue hijo de Judá Abravanel (almojarife mayor de Castilla con Fernando IV y posteriormente cargos semejantes en el reino de Portugal), marido de Benvenida Abrabanel y abuelo de Isaac Abravanel.
Samuel se estableció en Valencia, donde protegió a varios intelectuales judíos, como Menahem ben Zerah, al que hizo nombrar rabino de Toledo, y que le dedicó una obra poética (Ẓedah la-Derekh -"Provisión para la ruta"-). El clima antijudío generado por la guerra civil castellana le empujó a convertirse al cristianismo. Adoptó el nombre de Juan Sánchez de Sevilla. Su nueva posición como judeoconverso le permite aumentar incluso su posibilidad de prosperar, y alcanza puestos importantes en la corte de Juan I de Castilla. Almojarife y contador mayor, sucedió en el cargo a José Pichón, que había muerto en Burgos en 1379. Compró y ocupó su misma casa en la judería de Sevilla. Posteriormente en ese mismo lugar se levantó el Palacio de Altamira. Tesorero Mayor desde 1388, en 1391 se radica en Toledo, donde ejerció también de contador mayor y tesorero de la reina. 